# Вулиця Вилітна
Вулиця Вилітна — вулиця у Шевченківському районі міста Львів, у місцевості Знесіння. Пролягає від вулиці Погідної до вулиці Дублянської.
Вулиця виникла на початку XX століття, при будівництві робітничої колонії для транспортників. Адміністративно належала до селища Знесіння, мала назву Суха. 1933 року отримала сучасну назву.
Забудована одноповерховими будинками 1930-х років у стилі конструктивізм.